# 丁家沟镇
丁家沟镇，是中华人民共和国甘肃省白银市会宁县下辖的一个乡镇级行政单位。
2016年6月8日，甘肃省民政厅批复同意撤销丁家沟乡，设立丁家沟镇。

## 行政区划
丁家沟镇下辖以下地区：
南门川村、郝家川村、梁庄村、窑沟村、金滩村、荔家峡村、慢湾村、沈家洼村、马家岔村和线家川村。